# Edward Young
Edward Young (Upham (Winchester mellett), 1683. július 3. – Welwyn, 1765. április 12.) angol költő.

## Életútja
Jogot végzett, azután a papi pályára lépett át. 1727-ben II. György király káplánja, 1730-ban welwyni rektor, 1761-ben az özvegy walesi hercegnő udvari papja lett. Legnevezetesebb munkája, mely a XVIII. század összes költőire nagy hatással volt: The complaint or Night-Thoughts (London, 1742-46, magyarul: Young éjtzakáji és egyéb munkáji, Mellyek magyar nyelvre fordíttattak Pétzeli József által, Győr, 1787); Young éjjelei avagy siralmi, mellyet frantziából fordított báró nalátzi Nalátzi József (első darab, Nagyszeben, 1801). Szatirái: Love of Fame, the universal passion (London, 1728); Resignation (London, 1761); One original composition című munkájában elméletileg szakít a klasszicizmussal és a költészet teljes lényegét William Shakespeare műveiben látja megtestesülve. Összegyűjtött munkái: Complete works, Doran életrajzával (2 kötet, 1854); Poetical works (1871).

## Művei
- The Revenge, 1721
- The Universial Passion, 1726
- The Instalment, 1726
- Cynthio, 1727
- A Vindication of Providence, 1728

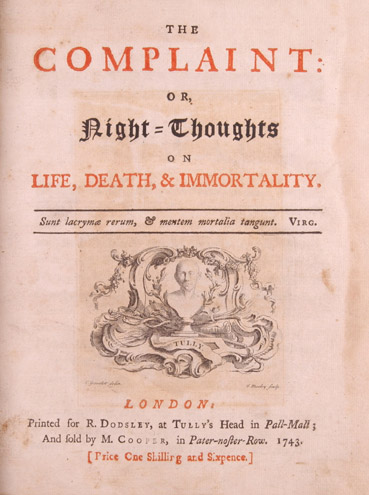
A The Complaint or Night-Thoughts első kiadásának címlapja

- Imperium Pelagi, a Naval Lyrick, 1730
- A Sea-Piece ..., 1733
- The Foreign Address, or The Best Argument for Peace, 1734
- The Complaint or Night-Thoughts, 1742–1745
- The Centaur not Fabulous; in Five Letters to a Friend, 1755
- Resignation, 1762

## Magyarul
- Yung éjtzakáji és egyéb munkáji, 1-2.; ford. Péczeli József; Streibig, Győr, 1787
- Jung éjjelei avagy siralmi melyet frantziából forditott báró nalátzi Naláczi Jósef nemes Zaránd vármegyének fö ispánya. 1. darab; Hochmeister Márton, Nagyszeben, 1801
- Yung Éjtzakáji és egyéb munkáji, 1-2. köt.; ford., bev. Péczeli József; Wéber, Pozsony, 1815